# Erythrophysa septentrionalis
Erythrophysa septentrionalis är en kinesträdsväxtart som beskrevs av Bernard Verdcourt. Erythrophysa septentrionalis ingår i släktet Erythrophysa och familjen kinesträdsväxter. Inga underarter finns listade i Catalogue of Life.